# Centrale nucléaire de Fort Calhoun
La centrale nucléaire de Fort Calhoun est située sur les territoires de Fort Calhoun et de Blair au Nebraska, sur la rive ouest du Missouri, à 30 km au nord de la ville d'Omaha.
Le site de la centrale occupe un terrain de 2,7 km2, auquel s'ajoute une réservation de 2,3 km2 supplémentaires conservés à l'état naturel.
Entre le 14 juin et le 29 août 2011, la centrale de Fort Calhoun a subi une inondation prolongée du Missouri, provoquée par les autorités civiles elles-mêmes afin de décharger le barrage de Gavins Point.

## Description
La centrale de Fort Calhoun est équipée d'un réacteur à eau pressurisée (REP, ou PWR en anglais) d'une puissance de 476 MWe, construit par Combustion Engineering, mis en service en 1973 à l'origine pour quarante ans.
En 2006, le réacteur a été rénové, les composants suivants ont été remplacés : le générateur de vapeur, le pressuriseur, le couvercle de cuve, les turbines basse-pression et le transformateur. Ces modifications ont permis d'obtenir une autorisation d'exploitation supplémentaire de vingt ans, soit jusqu'en 2033.
La centrale appartient et est exploitée par Omaha Public Power District.

## Risque d'inondation
Un rapport de l'Autorité de sûreté nucléaire américaine publié en  2010 indique que la centrale nucléaire de Fort Calhoun « n'a pas les procédures adéquates pour protéger la centrale contre les inondations ».

### Inondation de juin 2011

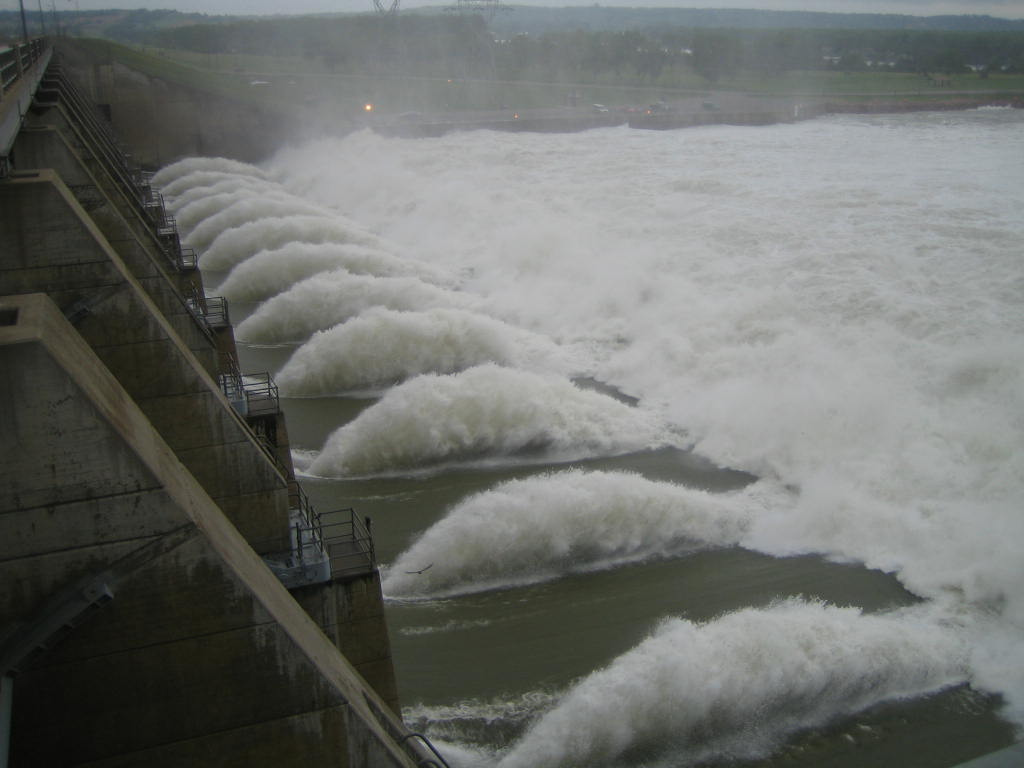
Ouverture des vannes de l'évacuateur de crues du barrage de Gavins Point à 4250 m3/s (150000 pi3/s).

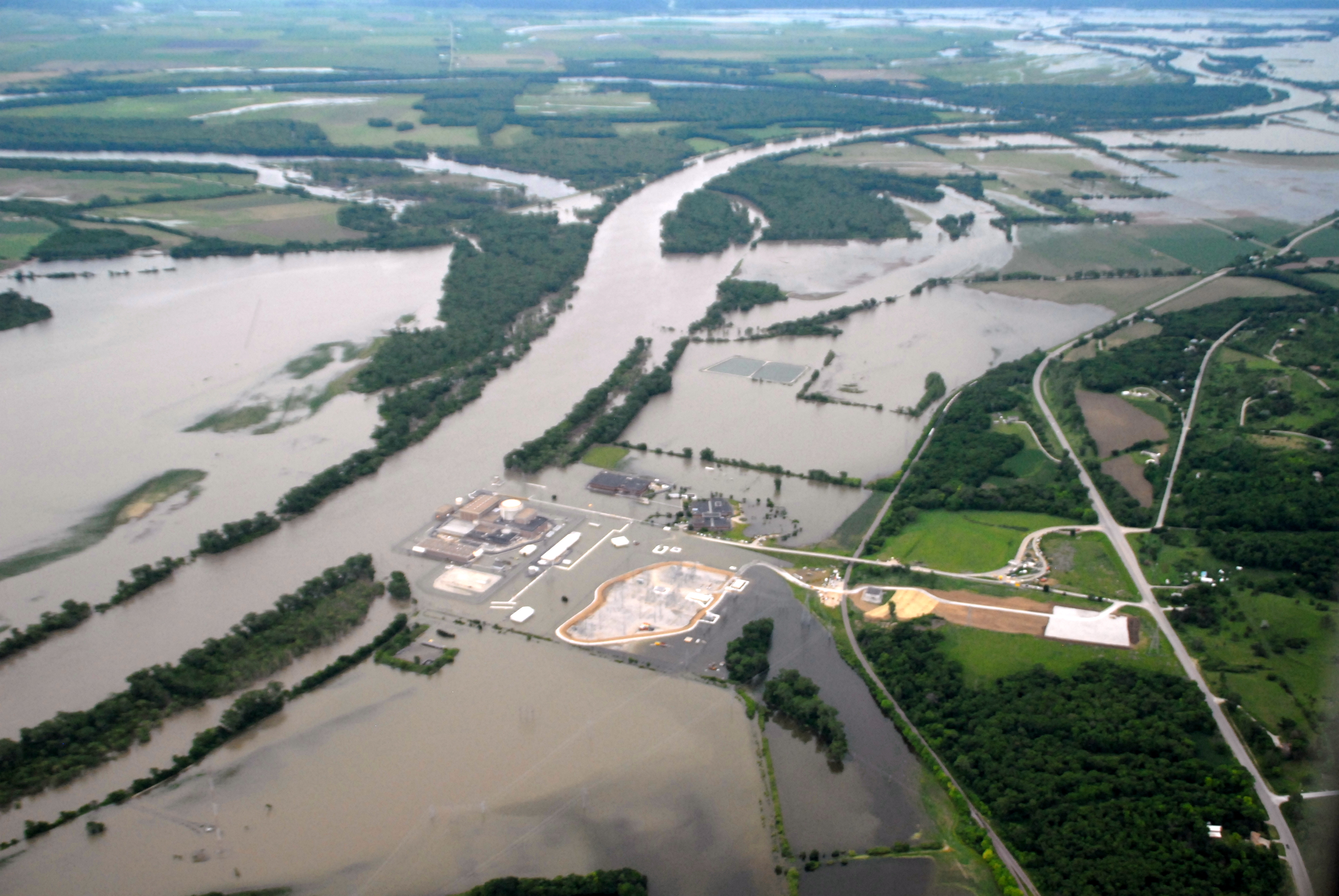
Inondation de la centrale en juin 2011.

Le 14 juin 2011, afin de prévenir les crues présente (fontes des neiges, pluies, etc.) et à venir, l'Army Corps of Engineers (génie militaire) ouvre au maximum les vannes de l'évacuateur de crues du barrage de Gavins Point, laissant s'écouler un débit de 4 250 m3/s provoquant l'inondation du bassin de la rivière Missouri en aval, où se situe la centrale de Fort Calhoun et la centrale nucléaire de Cooper. Celles-ci se retrouvent alors entourées par les eaux du Missouri. Le réacteur était à l'arrêt depuis le 9 avril pour renouveler son combustible nucléaire. Le 6 juin, une directive de l'administration fédérale de l'aviation a interdit les vols à moins de 2 milles (3,2 km) de la centrale.
Le 7 juin, l'inondation a provoqué un incendie électrique qui a brièvement interrompu le système de refroidissement des 670 tonnes de combustible usagé entreposés dans une piscine Des employés ont été évacués pendant plus de trois heures.
Le 8 juin, l'accident est classé niveau 4, c'est-à-dire le 4e et plus faible niveau de l'échelle américaine des accidents nucléaires, et non pas de l'échelle INES
Le dimanche 26 juin, une digue de protection de la centrale s'effondre, à la suite d'une mauvaise manœuvre d'un engin de construction. Les autorités disent qu'il y a d'autres couches de protection, que la centrale n'est pas en danger, toutefois, le système de refroidissement a dû être déconnecté du réseau et utilise un générateur de secours depuis dimanche après-midi. Un boudin en caoutchouc a été mis en place autour de la centrale pour compenser la perte de cette digue, mais ce boudin n'a pas tenu.
Le 29 juin, un faux bruit rapporte qu'un rayon d'évacuation de 16 km (dix miles) aurait été décrété autour de la centrale, s'appuyant sur une annonce la chaîne locale ABC 8. L'erreur est finalement infirmée par ABC News, qui demande le retrait de la vidéo de tous les sites.
Le 30 juin, une pompe destinée à pomper l'eau de l’inondation de la centrale prend feu lorsqu'un employé remplissait son réservoir d'essence. Ce dernier a réussi à maîtriser l'incendie à l'aide d'un extincteur mais a été brûlé aux bras et au visage.
Le 29 août, l'alerte, qui avait été entamée le 6 juin, est levée après 84 jours d'inondation. La centrale, qui avait été à l'arrêt froid depuis le 9 avril, fait alors l'objet de vérifications complètes avant son redémarrage.